# Serie B 1948/1949
Soutěžní ročník Serie B 1948/1949 byl 17. ročník druhé nejvyšší italské fotbalové ligy. Konal se od 19. září 1948 do 10. července 1949. 
Nejlepším střelcem se stal italský hráč Attilio Frizzi (SPAL), který vstřelil 25 branek.

## Události
Od sezony 1942/43 se opět hrálo v jedné skupině. Vítězství slavili hráči Como, které od 20. kola vedla tabulku a mělo o 8 bodů více něž druhé Benátky. Do 3. ligy sestoupila trojice Lecce, Seregno a Pescara. Čtvrtým týmem byla Parma, která prohrála v play out.

## Účastníci
| Klub             | Město              | Stadion                      | Trenér                                                                                              | Minulá sezona                   |
| ---------------- | ------------------ | ---------------------------- | --------------------------------------------------------------------------------------------------- | ------------------------------- |
| Alessandria      | Alessandria        | Stadio Giuseppe Moccagatta   | Albert Flatley                                                                                      | 19. místo v Serii A (sestup)    |
| Arsenale Taranto | Taranto            | Stadio Corvisea              | Giovanni Corbjons (1.–29. kolo) Rocco La Sorsa (30. kolo) Rocco Piselli (31. kolo) Adolfo Bolognini | 3. místo ve skupině C v Serii B |
| Benátky          | Benátky            | Stadio Pier Luigi Penzo      | Mario Villini                                                                                       | 4. místo ve skupině B v Serii B |
| Brescia          | Brescia            | Stadium di viale Piave       | Imre Senkey                                                                                         | 2. místo ve skupině A v Serii B |
| Como             | Como               | Stadio Giuseppe Sinigaglia   | Mario Varglien                                                                                      | 3. místo ve skupině A v Serii B |
| Cremonese        | Cremona            | Stadio Giovanni Zini         | Renato Bodini                                                                                       | 6. místo ve skupině B v Serii B |
| Empoli           | Empoli             | Stadio Carlo Castellani      | Renato Tori                                                                                         | 5. místo ve skupině C v Serii B |
| Lecce            | Lecce              | Stadio Carlo Pranzo          | Raffaele Costantino (1. –14. kolo) Mario Magnozzi (15. –32. kolo) Ferenc Plemich                    | 3. místo ve skupině C v Serii B |
| Legnano          | Legnano            | Stadio di via Carlo Pisacane | Giuseppe Galluzzi                                                                                   | 4. místo ve skupině A v Serii B |
| Neapol           | Neapol             | Stadio del Vomero            | Felice Borel (1.–19. kolo) Luigi De Manes (20.–30. kolo) Vittorio Mosele                            | 21. místo v Serii A (sestup)    |
| Parma            | Parma              | Stadio Ennio Tardini         | Renato Cattaneo (1. –31. kolo) Carlo Rigotti                                                        | 7. místo ve skupině B v Serii B |
| Pescara          | Pescara            | Stadio Rampigna              | Mario Pizziolo (1. –6. kolo) Gino Piccinini                                                         | 7. místo ve skupině C v Serii B |
| Pisa             | Pisa               | Stadio Arena Garibaldi       | Pál Szalay (1. –7. kolo) Mario Nicolini                                                             | 2. místo ve skupině C v Serii B |
| Pro Sesto        | Sesto San Giovanni | Stadio Breda                 | Eraldo Monzeglio                                                                                    | 7. místo ve skupině A v Serii B |
| Reggiana         | Reggio Emilia      | Stadio Mirabello             | Piero Ferrari (1. –20. kolo) Bruno Arcari                                                           | 5. místo ve skupině B v Serii B |
| Salernitana      | Salerno            | Stadio Comunale              | Pietro Piselli                                                                                      | 18. místo v Serii A (sestup)    |
| Seregno          | Seregno            | Stadio Ferruccio Trabattoni  | Ottavio Barbieri                                                                                    | 4. místo ve skupině A v Serii B |
| Siracusa         | Siracusa           | Stadio Vittorio Emanuele III | Cesare Migliorini                                                                                   | 5. místo ve skupině C v Serii B |
| SPAL             | Ferrara            | Stadio Comunale              | Bruno Vale                                                                                          | 3. místo ve skupině B v Serii B |
| Spezia           | La Spezia          | Stadio Alberto Picco         | Alberto Macchi                                                                                      | 4. místo ve skupině A v Serii B |
| Verona           | Verona             | Stadio Marcantonio Bentegodi | Bruno Biagini                                                                                       | 2. místo ve skupině B v Serii B |
| Vicenza          | Vicenza            | Stadio Comunale              | Carlo Rigotti (1. –23. kolo) Elemér Berkessy (24. kolo) Wilmas Wilhelm                              | 20. místo v Serii A (sestup)    |

## Tabulka
| Poř. | Tým             | Z  | V  | R  | P  | VG | OG | B  |
| ---- | --------------- | -- | -- | -- | -- | -- | -- | -- |
| 1.   | Como            | 42 | 25 | 10 | 7  | 83 | 39 | 60 |
| 2.   | Benátky         | 42 | 21 | 10 | 11 | 69 | 44 | 52 |
| 3.   | Vicenza         | 42 | 21 | 9  | 12 | 69 | 48 | 51 |
| 4.   | Salernitana     | 42 | 21 | 5  | 16 | 75 | 64 | 47 |
| 5.   | Brescia         | 42 | 17 | 11 | 14 | 61 | 50 | 45 |
| 6.   | Neapol          | 42 | 17 | 11 | 14 | 43 | 40 | 45 |
| 7.   | Pro Sesto       | 42 | 18 | 8  | 16 | 61 | 51 | 44 |
| 8.   | Legnano         | 42 | 17 | 8  | 17 | 73 | 66 | 42 |
| 9.   | Pisa            | 42 | 17 | 8  | 17 | 63 | 58 | 42 |
| 10.  | SPAL            | 42 | 16 | 9  | 17 | 72 | 57 | 41 |
| 11.  | Alessandria     | 42 | 17 | 6  | 19 | 70 | 54 | 40 |
| 12.  | Verona          | 42 | 16 | 8  | 18 | 62 | 73 | 40 |
| 13.  | Siracusa        | 42 | 17 | 6  | 19 | 55 | 70 | 42 |
| 14.  | Arsenaletaranto | 42 | 18 | 4  | 20 | 56 | 72 | 40 |
| 15.  | Cremonese       | 42 | 16 | 8  | 18 | 60 | 78 | 40 |
| 16.  | Reggiana        | 42 | 18 | 3  | 21 | 56 | 56 | 39 |
| 17.  | Empoli          | 42 | 15 | 8  | 19 | 53 | 76 | 38 |
| 18.  | Spezia          | 42 | 12 | 13 | 17 | 49 | 63 | 37 |
| 19.  | Parma           | 42 | 12 | 13 | 17 | 42 | 59 | 37 |
| 20.  | Lecce           | 42 | 14 | 8  | 20 | 57 | 68 | 36 |
| 21.  | Seregno         | 42 | 11 | 12 | 19 | 51 | 72 | 34 |
| 22.  | Pescara         | 42 | 11 | 12 | 19 | 49 | 71 | 34 |

Poznámky
- Z = Odehrané zápasy; V = Vítězství; R = Remízy; P = Prohry; VG = Vstřelené góly; OG = Obdržené góly; B = Body
- za výhru 2 body, za remízu 1 bod, za prohru 0 bodů.
- při rovnosti bodů se rozhodovalo na základě poměru gólů (vstřelené góly ÷ obdržené góly).

|  | Postup do Serie A |
|  | Sestup do Serie C |

## Střelecká listina
| Pořadí | Jméno               | Klub           | Branky |
| ------ | ------------------- | -------------- | ------ |
| 1.     | Attilio Frizzi      | SPAL           | 25     |
| 2.     | Adriano Zecca       | Benátky        | 23     |
| 3.     | Benito Meroni       | Como           | 22     |
| 4.     | Giuseppe Rinaldi    | Pescara        | 20     |
| 4.     | Vincenzo Margiotta  | Arsenaltaranto | 20     |
| 6.     | Otello Badiali      | SPAL           | 19     |
| 7.     | Egiziano Bertolucci | Empoli         | 18     |
| 7.     | Dandolo Flumini     | Salernitana    | 18     |
| 9.     | Ercole Castaldo     | Salernitana    | 17     |
| 9.     | Luigi Soffrido      | Alessandria    | 17     |

## Play out
| červenec 1949 | Spezia | 4 – 1 | Parma | Milán |  |  |
|               |        |       |       |       |  |  |
|               |        |       |       |       |  |  |

- Klub Parma sestoupil do Serie C.